# FC Oulu
FC Oulu var en fotbollsklubb från Uleåborg i Norra Österbotten i Finland.  Klubben bildades 1991 genom en sammanslagning av fotbollssektionen i OLS och OTP. Laget spelade i Tipsligan 1992 och 1994 men begärdes i konkurs därefter.